# هل تحب أمك رغم هجماتها متعددة الأهداف؟
هل تحب أمك رغم هجماتها متعددة الأهداف؟ (باليابانية: ?通常攻撃が全体攻撃で二回攻撃のお母さんは好きですか)، (بالإنجليزية: ?Do You Love Your Mom and Her Two-Hit Multi-Target Attacks)‏ عنوان لرواية خفيفة وأنمي بنفس الاسم للكتابة داتشيما إيناكا والرسام إيدا بوشي.

## القصة
تبدا القصة حول شخصية ماساتو الشاب الذي يُحاول أن يصبح بطلاً في أحد ألعاب الفيديو في عالم الافتراضية لكنه يتفاجئ من قِبل والدته اللاعبة الأكثر مهارة منه حيث يتم إحراجه وإذلاله حينها.

## وصلات خارجية
- هل تحب أمك رغم هجماتها متعددة الأهداف؟ على موقع ANN manga (الإنجليزية)

- هل تحب أمك رغم هجماتها متعددة الأهداف؟  في شبكة أخبار الأنمي
- هل تحب أمك رغم هجماتها متعددة الأهداف؟ (رواية خفيفة) في شبكة أخبار الأنمي